# Strobilurus trullisatus
Strobilurus trullisatus è una specie di fungo agarico della famiglia delle Physalacriaceae. È originario del Pacifico nord-occidentale, dove cresce sui coni di abete di Douglas.

## Descrizione
I Strobilurus trullisatus sono dotati di un sottile cappuccio bianco che va da 4 a 17 mm di larghezza. Ha lamelle che sono adnate ad annesse, vicine e bianche a rosa-abbronzate. Il gambo varia da 15 a 45 mm con un diametro che va da 1 a 2 mm.